# Aérodrome de Palmar Sur
L'aérodrome de Palmar Sur (code IATA : PMZ • code OACI : MRPM) est un aéroport qui dessert le district de Palmar, dans le canton d'Osa, au Costa Rica. Il est situé près de la péninsule d'Osa et près de la route 2 sur le chemin de Golfito et de Paso Canoas. L'aéroport est détenu et administré par la Direction Générale de l'Aviation Civile, et est actuellement desservi par un quotidien vol régulier de San José, avec des services charters fréquents.
L'aéroport est situé à Palmar Sur , mais dessert également la ville de Palmar Norte, plus peuplée. Des taxis sont disponibles à l'extérieur de l'aéroport. 

## Situation
| \| 50 km1:1 721 000 \| Bahia Drake Barra del Colorado Coto 47 Golfito Nosara Palmar Sur Puerto Jiménez Punta Islita Quépos San Isidro de El General Tamarindo Tambor Tortuguero Libéria San José T. Bolaños Limón San José-J.-Santamaría |
| 50 km1:1 721 000 |

## Statistiques passagers
Ces données montrent que le nombre de mouvements de passagers dans l'aéroport, selon la Direction Générale de l'Aviation Civile du Costa Rica'Annuaires Statistiques.
| Année | 2008    | 2009    | 2010    | 2011    | 2012    | 2013    | 2014   | 2015 |
| --- | ------- | ------- | ------- | ------- | ------- | ------- | ------ | ---- |
| Passagers | 11 773  | 8 050   | 6 785   | 5 043   | 4 104   | 4 794   | 4 857  | ?    |
| Croissance (%) | 12,86 % | 31,62 % | 15,71 % | 25,67 % | 18,62 % | 16,81 % | 1,31 % | ?    |
| Source : Direction Générale de l'Aviation Civile (DGAC) du Costa Rica. Annuaires statistiques. (Années 2008, 2009, 2010, 2011, 2012, 2013, et en 2014) |         |         |         |         |         |         |        |      |